# Tipula tergoarmata
Tipula tergoarmata är en tvåvingeart som beskrevs av Alexander 1971. Tipula tergoarmata ingår i släktet Tipula och familjen storharkrankar.
Artens utbredningsområde är Peru. Inga underarter finns listade i Catalogue of Life.